# Nyangana

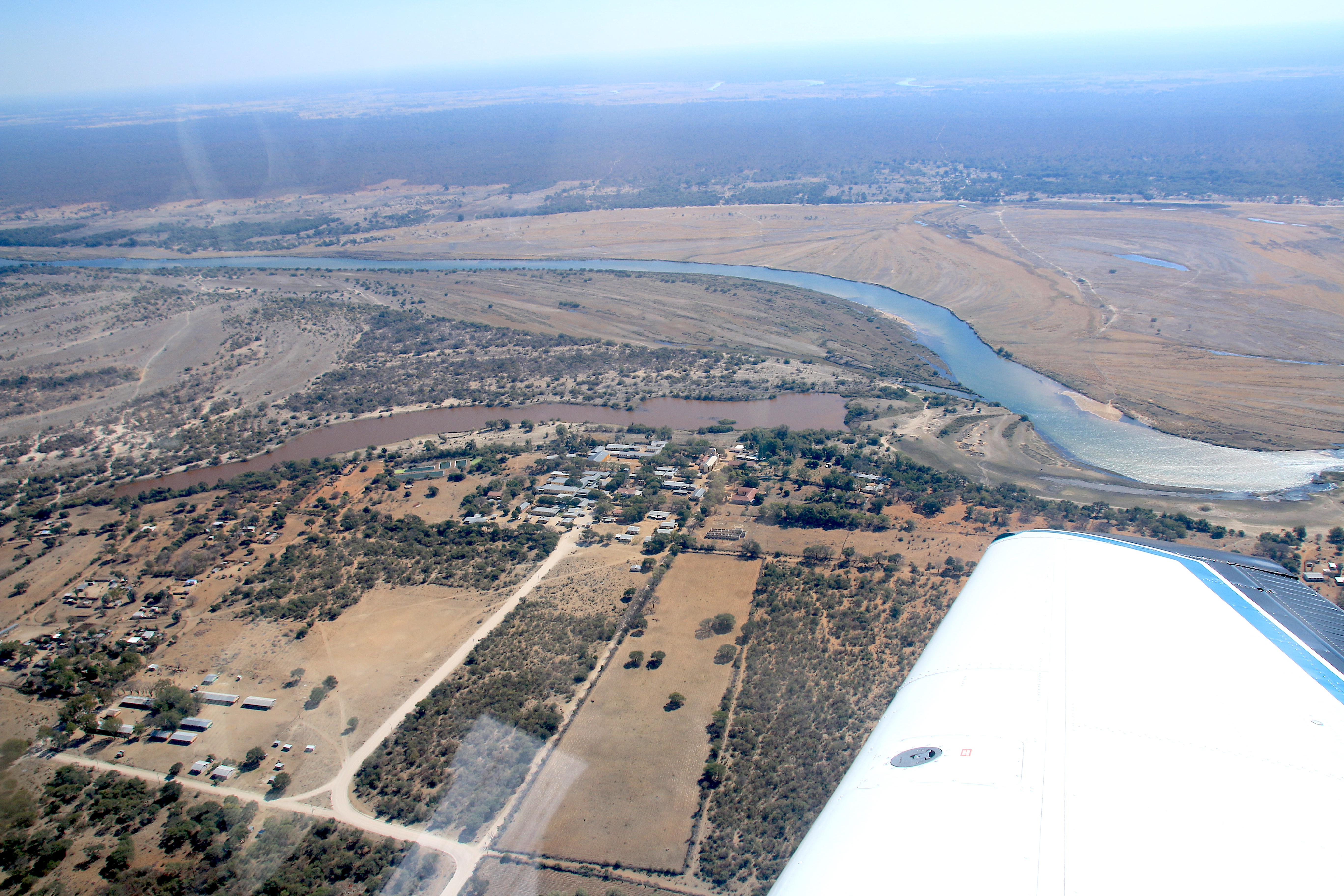
Nyangana am Okavango (2019)
Blick Richtung Norden

Nyangana (1018 m) ist eine Ansiedlung im Wahlkreis Ndiyona in der Region Kavango-Ost im Nordosten Namibias. Mit den umliegenden Siedlungen Kangweru und Magongo kommt Nyangana auf rund 1000 Einwohner. Nyangana liegt am Südufer des Okavango, oberhalb einer fruchtbaren Niederung, rund 80 Kilometer östlich der Stadt Rundu und 10 km westlich der auf angolanischer Seite liegenden Gemeinde Diricu.

## Geschichte
Nyangana wurde am 21. Mai 1909 durch Joseph Gotthardt, dem späteren Apostolischen Vikar von Windhoek, als erste römisch-katholische Missionsstation der Region gegründet und nach dem Gciriku-König Thomas Nyangana (1879–1924) benannt. In den 1960er Jahren wurden ebenfalls von der römisch-katholischen Kirche in Namibia ein Krankenhaus und ein Jugendheim gegründet.